# Votivkrone

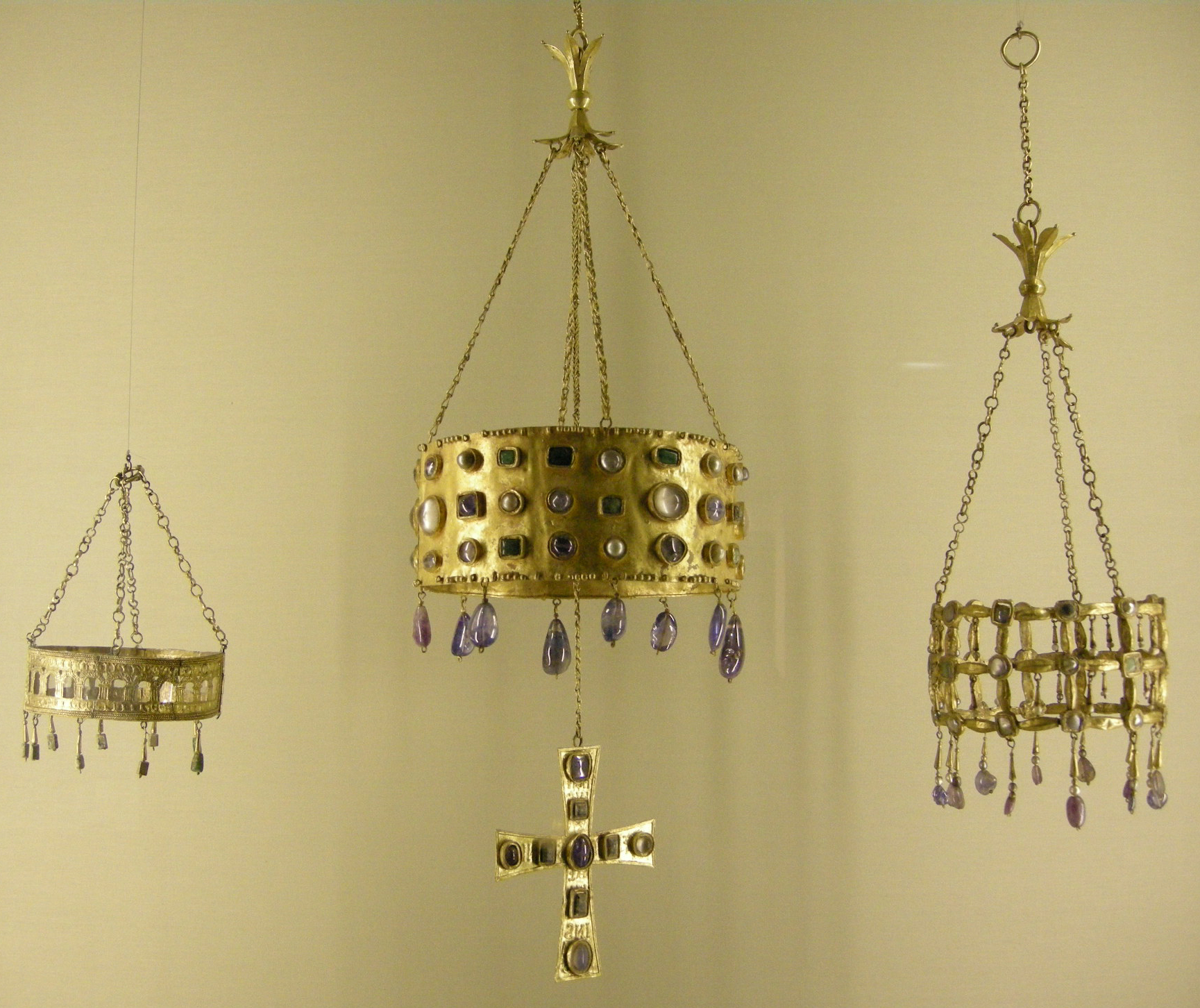
Drei westgotische Votivkronen aus dem 7. Jahrhundert

Eine Votivkrone wird einem Heiligen bzw. seinen Reliquien nach einem Gelübde geweiht. 

## Geschichte
Sie ist ein sehr altes Insigne und seit den westgotischen Königen bekannt. Die Votivkrone hatte keine besondere Form; oft sah sie derjenigen des Herrschers gleich. Die Eiserne Krone wird dazu gerechnet. Seit dem Zeitalter der Aufklärung hat diese Tradition der Reliquienverehrung an Bedeutung verloren. Die Zeit, in der Kaiser und Könige ihre Krone einem Heiligen stifteten, war vorbei. Auch die kaiserliche Selbstschmückung mit der Krone als Heiliger war auch für den anderen Adel, Kaiser und Könige nicht mehr gegeben. Selbst der Jesusdorn aus der Krone Christi konnte den Verfall nicht aufhalten.